# Neddylation
La neddylation est une modification post-traductionnelle des protéines par un polypeptide appelé NEDD8 (pour Neural Precursor Cell Expressed, Developmentally Downregulated 8) en suivant un mécanisme très semblable à celui de l'ubiquitination.

## Fonctions biologiques
La neddylation n'est pas un signal direct de dégradation des protéines contrairement à l'ubiquitination. NEDD8 modifie la protéine culline présente dans les E3-UB-ligases de type SCF et régule positivement l'activité du complexe SCF en empêchant la fixation de l'inhibiteur CAND1. 